# Habenaria haareri
Habenaria haareri är en orkidéart som beskrevs av Victor Samuel Summerhayes. Habenaria haareri ingår i släktet Habenaria och familjen orkidéer. Inga underarter finns listade i Catalogue of Life.